# Ana Bilić
Ana Bilić (Zagreb, 28. rujna 1962.) austrijska je književnica, filmska redateljica i scenaristica, kazališni pisac i lingvistkinja hrvatskoga podrijetla.

## Životopis
Ana Bilić rođena je u Zagrebu, gdje je provela prvih sedam godina života. Poslije toga se preselila s roditeljima i bratom u Kutinu i nakon daljnjih sedam godina u Ivanić-Grad. Njezin otac radio je kao državni odvjetnik, kao općinski sudac, vršio je funkciju predsjednika općinskog suda, a poslije je radio kao odvjetnik. Njezina majka je bila domaćica a nakon razvoda braka radila je kao tvornička radnica i predradnica.
Nakon osmogodišnjeg osnovnog obrazovanja Ana Bilić završila je dvije godine općepripremnog srednjoškolskog obrazovanja u Ivanić-Gradu, a nakon toga dvije godine usmjerenog obrazovanja u Srednjoj školi za upravu i pravosuđe u Zagrebu (sistem Šuvarove reforme). Zbog odličnog uspjeha u cjelokupnom srednjem obrazovanju bila je oslobođena polaganja mature.
Studirala je pravo na Pravnom fakultetu u Zagrebu i diplomirala 1987. godine Na trećoj studijskoj godini je upisala studij novinarstva na Fakultetu političkih znanosti u Zagrebu, ali je od ukupno četiri semestra ostala na studiju samo dva semestra. Nakon studija prava radila je kao sudska pripravnica pri Okružnom sudu (danas Županijski sud) u Zagrebu i položila je pravosudni ispit 1990. godine. Nakon toga je radila pet godina u odvjetničkoj kancelariji njezinog oca. 1992. godine se udala i 1995. se preselila s tadašnjim suprugom i zajedničkom kćerkom u Beč.
Godine 2000. završila je na Pravnom fakultetu u Beču studij nostrifikacije diplome. Za vrijeme studija se bavila prevođenjem pravnih tekstova za berlinskog izdavača Nomos. Kao književnica počela je pisati na hrvatskom jeziku i prvi literarni prilozi su se pojavili u literarnim časopisima Quorum, Rival i Plima. I kasnije je sudjelovala sa svojim literarnim tekstovima u časopisima kao Književna Rijeka, Nova Istra, a u Austriji u časopisima Podium, Driesch i Loog. Godine 1999. kad je već živjela u Beču, izašle su kod izdavačke kuće Konzor (Zagreb) dvije prozne knjige pod imenom Snježana Bilić.
Njezini prozni prvijenac na njemačkom jeziku Das kleine Stück vom großen Himmel pojavio se 2002. godine kod izdavačke kuće Hoffmann und Campe (Hamburg) pod imenom Ana Bilić i od tada ona koristi to ime za sva daljnja literarna djela, filmove i druge radove. Od tada radi kao slobodna književnica i zastupljena je u mnogobrojnim proznim antologijama i antologijama lirike.
Od 2003. godine ona se bavi i književnim prijevodom i prevodi prozna djela austrijskih i njemačkih književnika i književnica u časopisima kao Književna Rijeka (Hrvatska), Riječi (Hrvatska), Nova Istra (Hrvatska), Riječi (Bosna i Hercegovina). 2005. prevodi na njemački jezik zbirku poezije Asmira Kujovića Obećana zemlja zajedno s Alidom Bremer.
Nakon objavljivanja prvog romana na njemački počela je da piše i prve kazališne tekstove, a 2008. godine osvojila je kazališnu nagradu Exil Literaturpreis 08 – Dramatiker/innenpreis 2008 dodijeljen od strane Wiener Wortstätten (Hans Escher i Bernhard Studlar), a u sezoni 2008/2009 je bila njihova stipendistica. U istoj godini je završila kratki tečaj glume u okviru programa bečkog Otvorenog sveučilišta (VHS Wien).
U prvoj sezoni radionice filmskog scenarija Diverse Geschichten organizirane od strane Witcraft Scenario u Beču bila je njezin član 2009/2010, a godine 2010. objavila je svoj prvi kratki film Home Sweet Home kao redateljica i scenaristica. Početkom 2018. godine pohađala je u Münchenu seminar Filmski rez i montaža (Filmschnitt und Montage) u okviru programa Münchner Filmwerkstatt.
U razdoblju 2010/2011 Ana Bilić je pohađala seminar Radio drama i zvučna umjetnost (Hörspiel und Radiokunst) kod Götza Fritscha na Fakultetu glazbe i izvedbene umjetnosti u Beču (Universität für Musik und darstellende Kunst Wien) i bavila se također i radio dramom.
Od 2008. godine počinje zajednički umjetnički rad s Danilom Wimmerom, glazbenikom, glazbenim producentom i tonskim majstorom. Nakon razvoda braka od njezinog prvog muža, oni su se vjenčali godine 2011. Zajednički produciraju filmove, muzičke radove, radio drame i on je preuzeo oblikovanje knjiga za njezine knjige koje izlaze u vlastitom aranžmanu.
Rad u području jezika počeo je kod Ane Bilić 2004. godine. Ona predaje hrvatski jezik na različitim jezičnim institutima i akademijama u Beču. U vremenu između 2010. i 2012. bavila se temom književnost i višejezičnost i vodila je različite radionice s višim razredima u gimnazijama u Beču. Od 2012. godine njezini udžbenici i druge knjige za učenje hrvatskog jezika uvršteni su u školsku knjigu za nastavni predmet hrvatski jezik kao strani jezik. Od 2015. godine izdaje serije knjiga i audio knjiga Kroatisch leicht i Croatian made easy.
Od 2022. godine Ana Bilić radi kao programska direktorica festivala Cittadora, internacionalnog filmskog festivala u Beču, i autorica je filmskih publikacija vezanih uz festival.

## Djela

### Film
- Home Sweet Home.[7] Kratki eksperimentalni film. Režija i scenarij, 2010.
- Video dokumentacija o dvojezičnoj radionici s učenicima borg3 Beč. Režija i scenarij, 2011.
- Talk to me![9] Kratki eksperimentalni film. Režija i scenarij, 2012.
- Mystic Flow.[10]  Muzički video. Režija i kamera, 2013.
- Invocation.[11] Muzički video. Režija i kamera, 2013.
- Signum.[12] Muzički video. Režija i kamera, 2013.
- Die goldene Station.[13] Video za najavu knjige. Režija i scenarij, 2015.
- Kraj mene/Neben mir.[14] Video za najavu knjige. Režija i scenarij, 2016.
- Anatomie einer Absicht.[15] Video za najavu knjige. Režija i scenarij, 2016.
- About My Man.[16] Kratki film. Režija, scenarij i gluma, 2016.
- Tea Party.[17] Kratki film. Režija i scenarij, 2018.
- Wenn die Heidelerche singt.[18] Dugometražni igrani film. Režija, scenarij, kamera, montaža, 2022.

### Scenski tekstovi
- Tanz mit mir![19] Kratki igrokaz. Erstes Lesetheater Wien, Literaturhaus Wien 2004.
- Schneeweibchen und Eisharfner – verdichtetes Picknick am Kunstrasen.[20] Artsession – literatura, instalacija i glazba sa Silvijom Konrad i Gerhardom Hufnagel. Galerie am Park, Beč 2005.
- Die Wahl.[19] Kratki igrokaz. Konradhaus, Koblenz 2006.
- Der Weg des Künstlers.[19] Artsession – literatura, slikarstvo i glazba sa Sabinom Smiljanić i Danilom Wimmerom. Atelier Smiljanić, Beč 2007.
- Glück auf, Ausländer![19] Monolog. Theater Akzent, Beč 2008.
- Im Prater.[21] Dramska epizoda u dramskom kolažu Mein Wien. Palais Kabelwerk, Wien 2009.
- Integrationswettbewerb.[19] Igrokaz. Volkstheater am Hundsturm, Beč 2009.
- Flohmarkt in der Fluchtgasse 3.[19] Igrokaz. Interkulttheater, Beč 2010.
- Šemso.[19] Monolog za dvije osobe. Galerie Heinrich, Beč 2013.
- Seitensprung.[19] Igrokaz u 18 slika. Pygmalion Theater, Beč 2019.

### Kazališna režija
- Šemso.[19] Monolog za dvije osobe. Galerie Heinrich, Beč 2013.
- Seitensprung.[19]  Igrokaz u 18 slika. Pygmalion Theater, Beč 2019.

### Radio drama
- Von K – eine Liebeserklärung.[22] Kratka radio drama. Režija i tekst, 2010/2011.
- Die Bekanntschaft.[22] Kratka radio drama. Režija i tekst, 2010/2011.
- My Man.[22] Kratka radio drama. Režija i tekst, 2010/2011.
- Eine Situation des Schlafzimmers.[22] Kratka radio drama. Režija i tekst, 2019.

### Lingua
- Ja govorim hrvatski.[23] Udženici, čitanke i drugi materijali za učenje hrvatskoga jezika kao stranog jezika.
- Kroatisch leicht.[24]  Mini romani i audio knjige za hrvatski jezik kao strani jezik.
- Croatian made easy.[25] Mini romani i audio knjige za hrvatski jezik kao strani jezik.

### Književnost
- Lovrić G., Lovrić M: Sprachfehler als literarisches Ausdruckmittel A. Bilić „Das kleine Stück vom großen Himmel”,[26]  The Journal for Langugages for Specific Purposes 2nd Issue – March 2015

## Vanjske poveznice
- https://www.ana-bilic.at/ - web stranica Ane Bilić
- https://www.ana-bilic.com - filmska web stranica Ane Bilić
- IMDB.com - filmovi Ane Bilić
- Youtube.com - video radovi i traileri Ane Bilić
- Soundcloud.com - radio drame Ane Bilić